# The Formation of Damnation
The Formation of Damnation (с англ. — «Формирование проклятия») — десятый студийный альбом американской трэш-метал-группы Testament, выпущенный 29 апреля 2008 года.

## Об альбоме
The Formation of Damnation — первый студийный альбом группы за последние девять лет (после 1999 года) и первый и единственный с участием Пола Бостафа в качестве ударника группы. Также альбом отметился возвращением гитариста Алекс Сколника после ухода из группы в 1992 году и басиста Грега Кристиана, покинувшего группу в 1994 году. В альбоме присутствуют как традиционный трэшевый стиль группы конца 80-х годов, так и элементы дэт-метала (в виде гроулинга вокалиста Чака Билли).

## История написания альбома
Testament впервые упомянули о следующем альбоме после The Gathering в мае 2002 года, заявив, что гитарист Эрик Питерсон был занят написанием нового материала для альбома, который займет «немного больше времени после The Gathering» и будет «сложным для подражания актом». Также было подтверждено, что альбом будет брутальным «с большим количеством компромиссов между двумя гитаристами — Питерсоном и (тогда гитаристом) Стивом Смитом». 15 февраля 2004 года было объявлено, что барабанщик Пол Бостаф, бывший участник Forbidden и Slayer, присоединится к группе для записи альбома. Было также объявлено, что группа планирует войти в студию в апреле/мае, с предполагаемой датой выпуска в конце 2004 года. Группа опубликовала длинное обновление о продвижении альбома в октябре 2004 года. Было объявлено, что Питерсон выздоровел после тройного перелома ноги и операции на ней, и он снова мог путешествовать и работать с группой. В феврале 2005 года менеджер Testament Фил Арнольд из Thrill Entertainment опубликовал обновленную информацию о текущей и предстоящей деятельности группы, отметив, что группа вновь открыла свои студии, которые были закрыты, пока Билли проходил лечение от рака, в новом месте в Питсбурге, Калифорния. В сентябре 2006 года Алекс Сколник, который присоединился к группе в 2005 году и заменил Смита, заявил, что группа вернется в студию в начале 2007 года, чтобы возобновить работу над новым альбомом. Он раскрыл, что материал был «набросан» для нового альбома. В феврале 2007 года Билли заявил, что группа планирует войти в студию в апреле. Он рассказал, что у группы было четыре «действительно хороших» песни, и надеялся, что весь материал будет готов в течение нескольких месяцев. В марте 2007 года Питерсон объявил, что группа работала с барабанщиком Николасом Баркером над некоторыми материалами. В июне Билли объявил, что над восемью или девятью песнями ведется работа. В том же месяце группа подписала контракт с новым лейблом Nuclear Blast и объявила о дате релиза альбома в марте 2008 года. Название было раскрыто в ноябре 2007 года, за которым вскоре последовало объявление о том, что дата выпуска альбома была перенесена на 29 апреля 2008 года.

## Реакция
Альбом дебютировал на 59 строчке в американском хит-параде Billboard 200, продавшись тиражом в 11,900 копий в первую неделю. Журнал Metal Hammer выдал The Formation of Damnation награду «Лучший альбом» на церемонии награждения Metal Hammer Golden Gods Awards в 2008 году. Таким образом, альбом победил альбомы Atreyu, Avenged Sevenfold, Children of Bodom и Down. Вдобавок, сайт Metal-Rules.com назвал альбом лучшим метал-альбомом в 2008 году. Альбом был очень хорошо воспринят критиками и фанатами группы.
«More Than Meets the Eye» был выпущен в качестве официального DLC для серии Rock Band, в то время как «Henchmen Ride» был выпущен отдельно в сети Rock Band Network. Альбом продался количеством 300,000 копий по всему миру (по состоянию на ноябрь 2011 года) и количеством 84,000 копий в США (по состоянию на июль 2012 года).

## Список композиций
| №   | Название                      | Текст песни            | Музыка                         | Длительность |
| --- | ----------------------------- | ---------------------- | ------------------------------ | ------------ |
| 1.  | «For the Glory Of...»         | —                      | Эрик Питерсон                  | 1:12         |
| 2.  | «More Than Meets the Eye»     | Чак Билли, Дэль Джеймс | Чак Билли, Эрик Питерсон       | 4:31         |
| 3.  | «The Evil Has Landed»         | Чак Билли, Стив Суза   | Билли, Питерсон                | 4:44         |
| 4.  | «The Formation of Damnation»  | Чак Билли, Стив Суза   | Билли, Питерсон                | 5:10         |
| 5.  | «Dangers of the Faithless»    | Чак Билли, Дэль Джеймс | Билли, Питерсон, Сколник       | 5:47         |
| 6.  | «The Persecuted Won't Forget» | Чак Билли, Стив Суза   | Билли, Питерсон                | 5:49         |
| 7.  | «Henchmen Ride»               | Чак Билли              | Билли, Питерсон                | 4:00         |
| 8.  | «Killing Season»              | Чак Билли, Стив Суза   | Билли, Питерсон                | 4:52         |
| 9.  | «Afterlife»                   | Чак Билли, Стив Суза   | Билли, Питерсон                | 4:13         |
| 10. | «F.E.A.R»                     | Алекс Сколник          | Сколник                        | 4:46         |
| 11. | «Leave Me Forever»            | Чак Билли, Стив Суза   | Билли, Грег Кристиан, Питерсон | 4:28         |

## Позиции в чартах
| Чарт (2008)          | Пиковая позиция |
| -------------------- | --------------- |
| Finnish Albums Chart | 12              |
| German Albums Chart  | 15              |
| Oricon Albums Chart  | 42              |
| Swedish Albums Chart | 27              |
| US Billboard 200     | 59              |

## Участники записи
- Чак Билли — вокал
- Алекс Сколник — гитара
- Эрик Питерсон — гитара
- Грег Кристиан — бас-гитара
- Пол Бостаф — ударные

Дополнительный персонал
- Стив Суза, Стив Эскивал и Ник Суза — дополнительный групповой вокал
- Лайл Ливингстон — струнные и хоровые клавиши на «For the Glory of»

Производство
- Записано и спроектировано Энди Снипом и Винсентом Войно
- Дополнительные записи — Эрик Питерсон
- Продюсеры — Эрик Петерсон и Чак Билли
- Сведено Энди Снипом
- Фотография — Тайлер Клинтон
- Направление и концепции обложки — Эрик Питерсон
- Обложка и иллюстрации — Элиран Кантор